# 妙遠寺 (川崎市)
妙遠寺（みょうおんじ）は、神奈川県川崎市川崎区宮前町にある日蓮宗の寺院。多摩川流域の治水の大家・小泉次大夫吉次及び田中休愚を讃える「泉田二君功徳碑」がある。山号は長継山。旧本山は保田妙本寺。寺院の法縁は興統法縁、住職の法縁は通師雑司ヶ谷法縁。

## 歴史
慶長6年（1601年）代官小泉吉次が廃寺を妙泉寺と名付け再興。慶長17年（1612年）徳川家康、秀忠父子が鷹狩りのため小杉を訪れる。この時千葉県鋸南町の保田妙本寺より蓮住阿闍梨日純が招請される。のちに日純は秀忠より川崎宿砂子に寺地を与えられ妙泉寺をこの地に移して妙遠寺と改称し建立した。昭和27年（1952年）区画整理のため現在地に移転した。

## 参考資料
- 日蓮宗寺院大鑑編集委員会『宗祖第七百遠忌記念出版 日蓮宗寺院大鑑』大本山池上本門寺 （1981年）